# Ричмонд, Уильям Блейк
Сэр Уильям Блейк Ричмонд (англ. William Blake Richmond) (29 ноября 1842, Лондон — 11 февраля 1921, Лондон) — английский живописец, автор мозаичных украшений купола и апсиды Собора Святого Павла в Лондоне. Профессор изящных искусств в Оксфордском университете в 1879—1883 годах.

## Биография
Родился в 1842 году в Лондоне, из династии художников. Отец, Джон Ричмонд (1809—1896) — выдающийся портретист, входил в Арундельское общество. Дед, Томас Ричмонд (1771–1837) — мастер портретных миниатюр.
В возрасте четырнадцати лет Уильям Блейк начал обучение в школе Королевской академии художеств, продолжавшееся три года. В 1859 году посетил Италию, где изучал работы старых мастеров, что оказало влияние на его собственный стиль. Первая академическая работа — портретная группа — была написана Уильямом Блейком в 1861 году и была успешна. В течение следующих трех лет написал несколько картин в том же направлении.
В 1864 году Уильям Блейк пережил смерть первой жены. В следующем году снова посетил Италию и остался там на четыре года, проживая в Риме. В этот период он познакомился с Фредериком Лейтоном и пейзажистом Джованни Коста, творчеством которых восхищался. Ричмонд вернулся в Англию в 1869 году. 

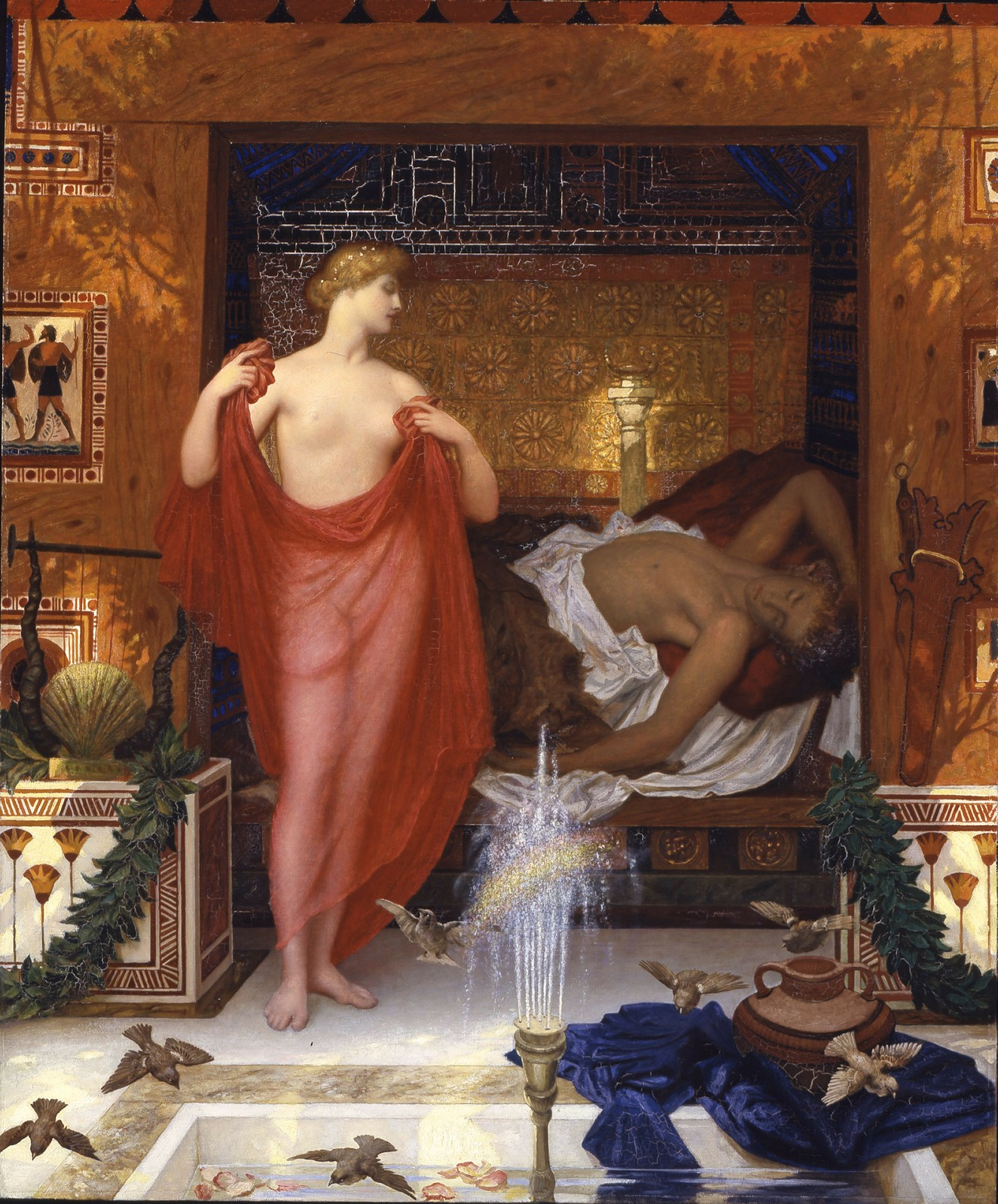
Гера в доме Гефеста, 1902

В 1879 году занял место почётного профессора изящных искусств в Оксфорде, став преемником Джона Рёскина. Рисовал масштабные полотна на традиционные для академизма мифологические и исторические сюжеты. 1880-е — 90-е годы принесли Ричмонду высшее профессиональное признание. В 1888 году он был избран член-корреспондентом Королевской академии, в 1895 году — академиком, через год получил докторскую степень в области гражданского права (англ. D.C.L.), а 1897 году посвящен в рыцари. В период с 1899 по 1901 год — президент Королевского общества художников Бирмингема.
Будучи успешным портретистом, Уильям Ричмонд интересовался аллегорическим направлением, что привело его к созданию витражей и мозаик. Был избран в Гильдию работников искусства (англ. The Art Workers' Guild) в 1884 году и стал ее мастером в 1891-м. В области декоративного искусства самыми известными работами Ричмонда стали витражные и мозаичные украшения Собора Святого Павла в Лондоне.
Скончался в 1921 году в Лондоне. Сыновья — адмирал и военный историк Херберт Ричмонд (1871—1946) и архитектор Эрнест Ричмонд (1874—1955).